# Selam Ahama Gerefiel
Selam Ahama Gerefiel, née le 21 décembre 1996, est une coureuse cycliste éthiopienne. Elle est notamment championne d'Afrique du contre-la-montre par équipe en 2018 et 2019, ainsi que championne d'Afrique du contre-la-montre par équipe en 2019. Avec Eyeru Tesfoam Gebru, elle représente son pays aux Championnats du monde de cyclisme sur route 2017.

## Palmarès
- 2016
  -  Championne d'Éthiopie sur route
- 2017
  -  Médaillée d'argent du championnat d'Afrique du contre-la-montre par équipe (avec Abrha Birhan Fkadu, Eyeru Tesfoam Gebru et Tsega Beyene)
- 2018
  -  Championne d'Afrique du contre-la-montre espoirs
  -  Championne d'Afrique du contre-la-montre par équipe (avec Eyerusalem Kelil, Eyeru Tesfoam Gebru et Tsega Beyene)
  -  Championne d'Éthiopie sur route
  -  Championne d'Éthiopie du contre-la-montre
  -  Médaillée d'argent du championnat d'Afrique du contre-la-montre
  -  Médaillée de bronze du championnat d'Afrique de course en ligne espoirs
- 2019
  -  Championne d'Afrique du contre-la-montre
  -  Championne d'Afrique du contre-la-montre espoirs
  -  Championne d'Afrique du contre-la-montre par équipe (avec Eyeru Haftu Reda, Eyeru Tesfoam Gebru et Tsega Beyene)
  -  Médaillée de bronze du contre-la-montre par équipes aux Jeux africains
- 2021
  -  Médaillée de bronze du championnat d'Afrique du contre-la-montre par équipes
  -  Médaillée de bronze du championnat d'Afrique du contre-la-montre par équipes mixtes

### Classements mondiaux
| Année                                 | 2016 | 2017 | 2018 | 2019 | 2020 | 2021 | 2022 | 2023  |
| ------------------------------------- | ---- | ---- | ---- | ---- | ---- | ---- | ---- | ----- |
| Classement UCI                        | 327e | 596e | 183e | 141e | nc   | 166e | 824e | 1084e |
|                                       |      |      |      |      |      |      |      |       |
| Légende : nc = non classéSource : UCI |      |      |      |      |      |      |      |       |